# Седона
Седона (на английски: Sedona) е град в щата Аризона, САЩ. Населението му е 11 220 души. Най-голямата му забележителност са Червените скали. Те се оцветяват в ярко оранжево-червено при изгрев и залез Слънце. Градът е известен и с това, че много от Холивудските уестърни са снимани в покрайнините му. В покрайнините на Седона преминава и притокът на Колорадо малката рекичка Оак крийк.